# Cratere Korph
Korph  è un cratere sulla superficie di Marte.